# Tour der australischen Rugby-Union-Nationalmannschaft nach Kanada und Frankreich 1989
| Tour der Wallabies nach Frankreich und Kanada 1989 | Tour der Wallabies nach Frankreich und Kanada 1989 | Tour der Wallabies nach Frankreich und Kanada 1989 | Tour der Wallabies nach Frankreich und Kanada 1989 | Tour der Wallabies nach Frankreich und Kanada 1989 |
| Übersicht                                          | S                                                  | G                                                  | U                                                  | N                                                  |
| -------------------------------------------------- | -------------------------------------------------- | -------------------------------------------------- | -------------------------------------------------- | -------------------------------------------------- |
| Test Matches                                       | 02                                                 | 1                                                  | 0                                                  | 1                                                  |
| Sonstige Spiele                                    | 08                                                 | 4                                                  | 0                                                  | 4                                                  |
| Gesamt                                             | 10                                                 | 5                                                  | 0                                                  | 5                                                  |
|                                                    |                                                    |                                                    |                                                    |                                                    |
| Frankreich                                         | 02                                                 | 1                                                  | 0                                                  | 1                                                  |

Die Tour der australischen Rugby-Union-Nationalmannschaft nach Kanada und Frankreich 1989 umfasste eine Reihe von Freundschaftsspielen der Wallabies, der Nationalmannschaft Australiens in der Sportart Rugby Union. Das Team reiste im Oktober und November 1989 durch Kanada und Frankreich. Während dieser Zeit bestritt es zehn Spiele, darunter zwei Test Matches gegen die französische Nationalmannschaft. Dabei resultierten je ein Sieg und eine Niederlage. In den übrigen Spielen gegen Auswahlteams kamen vier weitere Niederlagen hinzu.

## Spielplan
- Hintergrundfarbe grün = Sieg
- Hintergrundfarbe rot = Niederlage

(Test Matches sind grau unterlegt; Ergebnisse aus der Sicht Australiens)
| #  | Datum             | Gegner                       | Ort               | Stadion                  | Ergebnis |
| -- | ----------------- | ---------------------------- | ----------------- | ------------------------ | -------- |
| 01 | 09. Oktober 1989  | North American Wolverines    | Ottawa            |                          | 24:6     |
| 02 | 12. Oktober 1989  | British Columbia Rugby Union | Victoria          |                          | 43:15    |
| 03 | 17. Oktober 1989  | Midi-Pyrénées                | Toulouse          | Stade Ernest-Wallon      | 30:22    |
| 04 | 21. Oktober 1989  | Languedoc                    | Béziers           | Stade de la Méditerranée | 10:19    |
| 05 | 25. Oktober 1989  | Provence–Côte-d’Azur         | Toulon            | Stade Mayol              | 22:10    |
| 06 | 28. Oktober 1989  | Alpes                        | Grenoble          | Stade Lesdiguières       | 7:9      |
| 07 | 31. Oktober 1989  | France A                     | Clermont-Ferrand  | Stade Marcel-Michelin    | 10:19    |
| 08 | 04. November 1989 | Frankreich                   | Straßburg         | Stade de la Meinau       | 32:15    |
| 09 | 07. November 1989 | Île de France                | Massy             | Stade Jules-Ladoumègue   | 19:21    |
| 10 | 11. November 1989 | Frankreich                   | Villeneuve-d’Ascq | Stadium Nord             | 19:25    |

## Test Matches
| 4. November 1989 | Frankreich                                      | 15 : 32         | Australien                                                                          | Stade de la Meinau, Straßburg Zuschauer: 29.568 Schiedsrichter: Frederick Burger (Südafrika) |
| 4. November 1989 | Straftritte: Camberabero Dropgoals: Camberabero | (12:10) Bericht | Versuche: Campese Horan (2) Williams Erhöhungen: Lynagh (2) Straftritte: Lynagh (4) | Stade de la Meinau, Straßburg Zuschauer: 29.568 Schiedsrichter: Frederick Burger (Südafrika) |

Aufstellungen:
- Frankreich: Louis Armary, Pierre Berbizier , Serge Blanco, Gilles Bourguignon, Didier Camberabero, Marc Cécillon, Éric Champ, Jean Condom, Patrice Lagisquet, Franck Mesnel, Marc Pujolle, Laurent Rodriguez, Laurent Seigne, Philippe Sella, Stéphane Weller 
 Auswechselspieler: Thierry Lacroix
- Australien: David Campese, David Carter, Tony Daly, Nick Farr-Jones , Peter FitzSimons, Timothy Gavin, Mark Hartill, Tim Horan, Phil Kearns, Jason Little, Michael Lynagh, Greg Martin, Roderick McCall, Brendon Nasser, Ian Williams 
 Auswechselspieler: Darren Junee

| 11. November 1989 | Frankreich                                                               | 25 : 19        | Australien                                                             | Stadium Nord, Villeneuve-d’Ascq Schiedsrichter: Frederick Burger (Südafrika) |
| 11. November 1989 | Versuche: Andrieu Lagisquet Erhöhungen: Lacroix Straftritte: Lacroix (5) | (6:13) Bericht | Versuche: Farr-Jones Kearns Erhöhungen: Lynagh Straftritte: Lynagh (3) | Stadium Nord, Villeneuve-d’Ascq Schiedsrichter: Frederick Burger (Südafrika) |

Aufstellungen:
- Frankreich: Marc Andrieu, Louis Armary, Dominique Bouet, Alain Carminati, Éric Champ, Thierry Devergie, Dominique Erbani, Thierry Lacroix, Patrice Lagisquet, Alain Lorieux, Franck Mesnel, Pascal Ondarts, Henri Sanz , Philippe Sella, Stéphane Weller
- Australien: David Campese, David Carter, Tony Daly, Nick Farr-Jones , Peter FitzSimons, Timothy Gavin, Mark Hartill, Tim Horan, Phil Kearns, Jason Little, Michael Lynagh, Greg Martin, Roderick McCall, Brendon Nasser, Ian Williams 
 Auswechselspieler: Darren Junee